# Spassk
Spassk (rus: Спасск) és una ciutat de l'óblast de Penza, a Rússia. El 2021 tenia 6.936 habitants.